# 徐一鸣攻剿红夷刻石
徐一鸣攻剿红夷刻石，位于中国福建省厦门市思明区鸿山寺，为一个省级文物保护单位，类型为石刻及造像，为第二批福建省文物保护单位，公布时间为1985年10月11日。
徐一鸣攻剿红夷刻石的历史年代为明。